# Dumbrăvița (Sîngerei)
Dumbrăviţa è un comune della Moldavia situato nel distretto di Sîngerei di 2.371 abitanti al censimento del 2004

## Località
Il comune è formato dall'insieme delle seguenti località (popolazione 2004):
- Dumbrăviţa (1.631 abitanti)
- Bocancea-Schit (332 abitanti)
- Valea lui Vlad (408 abitanti)